# ديرك فان دير بورغ
ديرك فان دير بورغ (بالهولندية: Dirk van der Borg)‏ هو سياسي هولندي، ولد في 3 نوفمبر 1955. حزبياً، نشط في حزب النداء الديمقراطي المسيحي. وقد انتخب عمدة هولندي ‏.